# Дани АВНОЈ-а
Дани АВНОЈ-а је југословенска телевизијска серија снимљена 1983. године у продукцији ТВ Сарајево која говори о Другом засједању АВНОЈ-а у босанском граду Јајцу гдје се одлучивала судбина Југославије.

## Радња
У јесен 1943. привремена југословенска скупштина, која је била састављена од Титових комуниста и симпатизера НОБ-а, одржана је у малом босанском граду Јајцу како би донијели важне одлуке за будућност Југославије. Мини серија снимана је за 40. годишњицу тог догађаја.

## Епизоде
| Сезона | Епизода | Назив | Датум             |
| ------ | ------- | ----- | ----------------- |
| 1      | 1       | /     | 20.новембра 1983. |
| 1      | 2       | /     | 27.новембра 1983. |
| 1      | 3       | /     | 29.новембра 1983. |
| 1      | 4       | /     | 30.новембра 1983. |

## Улоге
| Глумац               | Улога                               |
| -------------------- | ----------------------------------- |
| Михајло Викторовић   | Моша Пијаде (4 еп. 1983)            |
| Данило Лазовић       | пуковник (4 еп. 1983)               |
| Адем Чејван          | Незир (4 еп. 1983)                  |
| Марко Тодоровић      | Јосип Броз Тито (4 еп. 1983)        |
| Тахир Никшић         | (4 еп. 1983)                        |
| Петар Терновшек      | Едвард Кардељ (4 еп. 1983)          |
| Жарко Мијатовић      | (4 еп. 1983)                        |
| Бранко Ђурић         | (4 еп. 1983)                        |
| Урош Крављача        | (4 еп. 1983)                        |
| Бранко Плеша         | Др. Иван Рибар (3 еп. 1983)         |
| Петар Краљ           | Владислав Сл. Рибникар (3 еп. 1983) |
| Тони Пехар           | (3 еп. 1983)                        |
| Етела Пардо          | (3 еп. 1983)                        |
| Вања Драх            | Златко Балоковић (3 еп. 1983)       |
| Александар Џуверовић | (3 еп. 1983)                        |
| Боро Стјепановић     | (3 еп. 1983)                        |
| Мирко Буловић        | (3 еп. 1983)                        |
| Милан Пузић          | (3 еп. 1983)                        |
| Даре Валич           | (3 еп. 1983)                        |
| Момо Пићурић         | Иван Милутиновић (2 еп. 1983)       |
| Драго Маловић        | Марко Вујачић (2 еп. 1983)          |
| Мирољуб Лешо         | Поп Влада Зечевић (2 еп. 1983)      |

 Остале улоге  ▼
| Глумац                  | Улога                         |
| ----------------------- | ----------------------------- |
| Нада Пани               | (3 еп. 1983)                  |
| Бошко Пулетић           | (3 еп. 1983)                  |
| Миралем Зупчевић        | (3 еп. 1983)                  |
| Зоран Бечић             | (3 еп. 1983)                  |
| Зоран Цвијановић        | (3 еп. 1983)                  |
| Небојша Вељовић         | (3 еп. 1983)                  |
| Јосипа Мауер            | (3 еп. 1983)                  |
| Машо Топић              | (3 еп. 1983)                  |
| Мирко Шаталић           | (3 еп. 1983)                  |
| Јелена Чворовић         | (3 еп. 1983)                  |
| Јовица Јашин            | (3 еп. 1983)                  |
| Мугдим Авдагић          | (3 еп. 1983)                  |
| Адмир Гламочак          | (3 еп. 1983)                  |
| Исмета Сарић            | (3 еп. 1983)                  |
| Аријана Сарачевић       | (3 еп. 1983)                  |
| Владо Керошевић         | (2 еп. 1983)                  |
| Вељко Мандић            | (2 еп. 1983)                  |
| Бранко Личен            | (2 еп. 1983)                  |
| Марјан Сриенц           | (2 еп. 1983)                  |
| Деметер Битенц          | (2 еп. 1983)                  |
| Жарко Лаушевић          | (2 еп. 1983)                  |
| Миленко Павлов          | борац (2 еп. 1983)            |
| Санди Павлин            | (2 еп. 1983)                  |
| Жарко Радић             | (2 еп. 1983)                  |
| Владан Живковић         | генерал-лајтнант (2 еп. 1983) |
| Бине Матох              | (2 еп. 1983)                  |
| Бора Ненић              | (2 еп. 1983)                  |
| Руди Алвађ              | (2 еп. 1983)                  |
| Расим Жужић             | (2 еп. 1983)                  |
| Маријан Ловрић          | (2 еп. 1983)                  |
| Милутин Мима Караџић    | генерал-мајор (2 еп. 1983)    |
| Горан Султановић        | (2 еп. 1983)                  |
| Боро Милићевић          | (1 еп. 1983)                  |
| Бошко Ђурђевић          | (1 еп. 1983)                  |
| Милош Кандић            | (1 еп. 1983)                  |
| Војислав Шакић          | (1 еп. 1983)                  |
| Звонко Зрнчић           | (1 еп. 1983)                  |
| Раде Чоловић            | (1 еп. 1983)                  |
| Власта Велисављевић     | Палков (1 еп. 1983)           |
| Хранислав Рашић         | (1 еп. 1983)                  |
| Луцијан Латингер        | (1 еп. 1983)                  |
| Велимир Пшеничник Њирић | (1 еп. 1983)                  |
| Милан Водопивец         | (1 еп. 1983)                  |
| Сеад Бејтовић           | (1 еп. 1983)                  |
| Предраг Јокановић       | (1 еп. 1983)                  |
| Боро Беговић            | (1 еп. 1983)                  |
| Петре Прличко           | (1 еп. 1983)                  |
| Јорданчо Чевревски      | (1 еп. 1983)                  |
| Борис Пржуљ             | (1 еп. 1983)                  |
| Алија Аљевић            | (1 еп. 1983)                  |
| Фарук Задић             | (1 еп. 1983)                  |
| Суада Херак             | (1 еп. 1983)                  |
| Боро Цветковић          | (1 еп. 1983)                  |
| Милош Жутић             | (1 еп. 1983)                  |
| Фарук Беголи            | (1 еп. 1983)                  |
| Енвер Петровци          | (1 еп. 1983)                  |
| Миодраг Мики Крстовић   | Лука (2 еп. 1983)             |

Комплетна ТВ екипа  ▼
| Редитељ              | Сава Мрмак        | (4 еп. 1983)                        |
| Сценариста           | Миленко Вучетић   | (4 еп. 1983)                        |
| Директор фотографије | Владимир Дивјак   | (4 еп. 1983)                        |
| Mонтажер             | Зијад Мехић       | (4 еп. 1983)                        |
| Сценограф            | Владимир Перковић | (4 еп. 1983)                        |
| Костимограф          | Дивна Јовановић   | (4 еп. 1983)                        |
| Одсек за шминку      | Соња Зечевић      | шминкер (4 еп. 1983)                |
| Помоћник режије      | Радојко Јоксић    | помоћник редитеља (4 еп. 1983)      |
| Помоћник режије      | Душан Мушицки     | први помоћник редитеља (4 еп. 1983) |
| Остала екипа         | Милица Мрмак      | секретар режије (4 еп. 1983)        |

## референце
1. 1 2  „Дани АВНОЈ-а”. Мој Тв. Приступљено 19. 1. 2021.